# Самострахування
Самострахування — створення страхувальником особистих страхових (резервних) фондів за рахунок регулярних відрахувань, відкладання грошових коштів. 
Децентралізована форма створення натуральних і грошових страхових фондів безпосередньо юридичними і фізичними особами. 
Застосовується насамперед у промислових об'єднаннях, результа-ти виробничої діяльності яких особливо піддатливі несприятливому впливу погодних умов.